# Аррениус, Лейф
Лейф Аррениус (швед. Leif Arrhenius; род. 15 июля 1986, Прово, Юта) — шведско-американский легкоатлет, специалист по метанию диска и толканию ядра. Выступал за сборную Швеции по лёгкой атлетике в 2011—2016 годах, многократный победитель и призёр первенств национального значения, участник чемпионатов мира 2011 года в Тэгу и 2013 года в Москве.

## Биография
Родился 15 июля 1986 года в американском городе Прово, штат Юта. Сын переехавшего в США шведского легкоатлета Андерса Аррениуса, четырёхкратного чемпиона Швеции в толкании ядра.
После окончания старшей школы поступил в Университет Бригама Янга, где в 2005 и 2008—2011 годах выступал за местную легкоатлетическую команду.
Имея двойное гражданство США и Швеции, Лейф по примеру своего старшего брата Никласа на международном уровне решил представлять шведскую национальную сборную. Так, в 2011 году в составе шведской легкоатлетической команды он выступил на чемпионате мира в Тэгу — метнул диск на 61,33 метра, но в финал не вышел. В том же сезоне на соревнованиях в шведском Векшё он установил свой личный рекорд в метании диска — 64,46 метра.
В 2012 году в толкании ядра победил на чемпионате Швеции в Стокгольме (20,03). На чемпионате Европы в Хельсинки выступал сразу в двух дисциплинах: в толкании ядра (19,33) и метании диска (60,49) — в обоих случаях его результатов оказалось недостаточно для выхода в финал.
В 2013 году защитил звание чемпиона Швеции, толкал ядро на чемпионате Европы в помещении в Гётеборге (19,61) и на чемпионате мира в Москве (19,53). Тогда же установил свои личные рекорды в толкании ядра в закрытых помещениях и на открытом стадионе: 20,29 и 20,50 соответственно.
В 2014 году вновь победил на чемпионате Швеции в толкании ядра, был пятым в Суперлиге командного чемпионата Европы в Брауншвейге (19,63), выступил на чемпионате Европы в Цюрихе (19,54).
В 2015 году участвовал в чемпионате Европы в помещении в Праге (19,07), выиграл серебряную медаль на Кубке Европы по зимним метаниям в Лейрии (20,09).
На чемпионате Европы 2016 года в Амстердаме с результатом 18,64 в финал не вышел.
В августе 2017 года на соревнованиях в Хельсингборге в четвёртый раз стал чемпионом Швеции в толкании ядра.
Впоследствии вернулся в США, работал тренером по физическому воспитанию в средней школе своего родного города Прово.